# Down (chanson de Fifth Harmony)
 (octobre 2018).
Si vous disposez d'ouvrages ou d'articles de référence ou si vous connaissez des sites web de qualité traitant du thème abordé ici, merci de compléter l'article en donnant les références utiles à sa vérifiabilité et en les liant à la section « Notes et références ».
Pour les articles homonymes, voir Down.
Singles de Fifth Harmony
That's My Girl
(2016) Angel
(2017)
Singles par Gucci Mane
Make Love (featuring Nicki Minaj)
(2017) Tone It Down (featuring Chris Brown)
(2017)
Down est une chanson enregistrée par le groupe américain Fifth Harmony pour leur troisième album studio intitulé Fifth Harmony publié le 25 août 2017.
Il comprend des voix supplémentaires du rappeur américain Gucci Mane. Écrit par Jude Demorest, Gucci Mane et ses producteurs Joshua Coleman et Dallas Koelhke , Down est sorti le 2 juin 2017 par Epic Records en tant que premier single de leur nouvel album. La chanson a été préparée pour la radio quatre jours après sa sortie initiale, puis par la suite, le 13 juin 2017. Down propose une production composée de basse, caisse claire et synthés. Les paroles sont structurées en couplet – pré-chorus – chorus. Bien qu’il soit écrit dans une perspective romantique, Down a été inspirée par le lien du groupe en tant que quatuor et par les difficultés qu’elles ont affrontées ensemble et individuellement.
Les critiques de musique ont noté que la chanson ressemblait à leur single Work from Home de 2016 en termes de production et de structure, bien que d'autres aient loué sa sonorité et sa production adaptée à l'été. Commercialement, Down est entrée dans les classements dans divers pays du monde entier.

## Contexte et sortie
Down a été écrit par Ammo, DallasK, Claire Demorest et Radric Davis, tandis que sa production était assurée par Ammo et DallasK. Fifth Harmony a enregistré Down aux studios d'enregistrement Westlake à Santa Monica, en Californie. Le groupe a commencé à travailler sur son troisième album studio en janvier 2017. Pour l'album, il a contacté plusieurs producteurs de musique, notamment le duo Ammo et DallasK, qui avait produit Work from Home (2016). Une fois le morceau terminé, le groupe a eu l’idée d’inclure le rappeur Gucci Mane. Après avoir écouté la chanson, il a rapidement créé et enregistré ses vers au Sole Studios de Londres. Down a ensuite été mixé au Callanwood Fine Arts Center par Phil Tan à Atlanta, en Géorgie, et masterisé par Michelle Marciniak aux studios Larrebee à North Hollywood.
Le 28 mai 2017, Fifth Harmony a commencé un compte à rebours quotidien avant la sortie de Down en partageant les coordonnées de la ville natale de chaque membre. En se rendant à l'emplacement spécifié, les fans ont pu décoder des parties des paroles de la chanson grâce à un filtre Snapchat. Le groupe a partagé l'art de couverture du single sur Twitter le 30 mai 2017. Epic Records et Syco Music ont publié Down le 2 juin 2017 sur tous les principaux services de streaming et détaillants numériques, en tant que premier single du troisième album studio de Fifth Harmony. Il s'agissait du premier single du groupe en tant que quatuor après le départ du membre d'origine, Camila Cabello, en décembre 2016, pour poursuivre une carrière en solo. Aux États-Unis, Down a été envoyée aux stations de radio rythmiques contemporaines le 6 juin et à la radio à succès contemporain le 13 juin 2017.

## Clip
Le clip a été diffusé pour la première fois sur la chaîne Vevo (sur YouTube) de Fifth Harmony le 8 juin 2017. Il a été réalisé par James Larese et filmé au Hollywood Premiere Motel situé dans la rue Hollywood Boulevard à Los Angeles, en Californie. La vidéo s'ouvre dans le parking d'un motel éclairé au néon vers la nuit. Lauren Jauregui est dans le siège du conducteur et ajuste son rétroviseur. Chaque membre du groupe sort d'une Dodge Durango. Toutes portent des tenues de style rétro et se dirigent individuellement vers une pièce. Quatre portes se ferment simultanément lorsque le titre de la chanson apparaît. Lauren Jauregui se trouve dans une pièce éclairée par des néons de couleur violette alors qu’un ventilateur électrique fait circuler l’air. Elle porte une tenue noire et un très long manteau en fourrure. Gil Kaufman, de Billboard, a déclaré qu'ils avaient créé un « motel générique en bord de route » et avait noté l'atmosphère simpliste des images où leurs « mouvements de danse et leurs regards de caméra fumants » étaient conservés. La scène est associée à une scène où le groupe exécute une danse chorégraphiée dans le parking du motel avec des lumières de scène violet-rosé dans le sol. Dinah Jane porte un manteau de fourrure avec des lunettes dans sa prise individuelle. Elle chante près d'une fenêtre où une lumière rouge au néon traverse la pièce. Normani Kordei, elle, porte une tenue blanche et verte alors qu'elle danse sensuellement dans sa chambre dans un décor rouge. Les traînées légères sont normales, comparées aux autres membres. Des gros plans de son visage sont montrés. Brooke chante alors dans une pièce jaune vif et elle porte une robe noire et un haut argenté. Gucci Mane prend le vers suivant, rapprochant le groupe dans les escaliers du motel, portant des lunettes de soleil. Les prises rapides du groupe dans une piscine sont également épissées entre les deux.enfin, elles chantent ensemble dans la piscine. La vidéo se termine par le groupe qui se tient devant le parking où a eu lieu le refrain.

## Performances
Fifth Harmony et Gucci Mane ont donné leur premier concert de Down sur Good Morning America le 2 juin 2017 au Central Park à New York. Au cours de cette performance, tous les membres portaient des ensembles de jeans noirs et bleus. Gucci Mane a également encensé le spectacle et a été secondé par un claviériste et un batteur. Ils ont également fait la promotion du single à la iHeartRadio Summer Pool Party, où elles ont également joué des singles à partir de leur disque 7/27. Elles ont interprété le titre avec Gucci Mane dans The Tonight Show avec Jimmy Fallon, pour l'épisode diffusé le 24 juillet 2017 au cours duquel l'animateur Jimmy Fallon a annoncé le titre de son troisième album et sa date de sortie.
Le 27 août 2017, le groupe a joué Down aux MTV Video Music Awards 2017 qui se sont déroulés au Forum à Inglewood, en Californie. Pour cette performance, elles ont pris la scène avec un cinquième membre anonyme sur une plate-forme surélevée, avant de chanter Angel puis Down, le cinquième membre anonyme a été lancé brusquement alors qu'ils retiraient leur capuche pour commencer à chanter. Ce moment est immédiatement devenu viral et est devenu l'un des moments les plus discutés de l'événement sur Internet et a été interprété comme une référence à leur ex-camarade du groupe, Camila Cabello, qui a quitté le groupe en décembre 2016. Anna Gaca de Spin a considéré le moment comme le plus intéressant du spectacle. Elias Leigh de Rolling Stone a classé la performance comme le quatrième meilleur moment de l'événement. Il a écrit que le moment où le cinquième membre a quitté la scène a éclipsé toute la performance. Cependant, au cours d'une interview accordée à Good Morning America trois jours après les VMA, le groupe a clarifié la performance, admettant qu'il s'agissait davantage d'une déclaration artistique que d'une référence à l'ex-membre disant : « On nous demande tout le temps si il y allait avoir un cinquième membre, et nous voulions montrer au monde de manière artistique que, hé, nous sommes tous les quatre Fifth Harmony ».
Le 2 septembre 2017, Fifth Harmony est apparu comme l'acteur principal de l'événement Rocks Corps au Makuarhi Messe à Tokyo, au Japon, où ils ont interprété Down devant 4 000 personnes. Lors du concert-bénéfice Tidal X du 17 octobre 2017, le groupe a joué Down et He Like That, vêtues de bottes et de bodys roses en latex.

## Classements
| Classement (2017)                           | Position |
| ------------------------------------------- | -------- |
| Australie(ARIA Charts)                      | 66       |
| Belgique(ultratop flandres)                 | 22       |
| Belgique(Ultratop wallonie)                 | 40       |
| Canada(Canadian Hot 100)                    | 46       |
| République tchèque(IFPI)                    | 50       |
| France(SNEP)                                | 73       |
| Hongrie(Single Top 40)                      | 22       |
| Irlande(Irish Singles Chart)                | 46       |
| Pays-Bas(Single Top 100)                    | 94       |
| Nouvelle-Zélande(Recorded Music NZ)         | 3        |
| Philippines(Philippine Hot 100)             | 24       |
| Portugal(Associação Fonográfica Portuguesa) | 40       |
| Écosse(The Official Charts Company)         | 24       |
| Slovaquie( (Singles Digitál Top 100)        | 47       |
| Espagne(PROMUSICAE)                         | 8        |
| Suède(Sverigetopplistan)                    | 85       |
| Suisse(Schweizer Hitparade)                 | 58       |
| UK Singles Chart                            | 47       |
| États-Unis(Billboard Hot 100                | 42       |
| États-Unis(Mainstream Top 40)               | 25       |

## Certifications
| Régions                   | Certifications | Ventes  |
| ------------------------- | -------------- | ------- |
| Canada(Music Canada)      | Or             | 40 000  |
| Brésil(Pro-Música Brasil) | Or             | 20 000  |
| Royaume-Uni(BPI)          | Argent         | 200 000 |
| États-Unis(RIAA           | Or             | 500 000 |